# バクストンFC
バクストン・フットボールクラブ（Buxton Football Club）は、イングランド、ダービーシャー州ハイ・ピーク、バクストンを本拠地とするサッカークラブチームである。2012-2013シーズンはノーザンプレミアリーグ・プレミアディヴィジョン（7部相当）に所属。

## クラブ各種記録
一試合最多観客動員数
- 6000人 vs バロー FAカップ 1回戦 1962-1963

## タイトル

### 国内タイトル
- ノーザンプレミアリーグ・ディヴィジョン1:1回

2006-2007
- ノーザンプレミアリーグ・プレジデンツカップ:2回

1981-1982,2006-2007
- ノーザンカウンティーズ・イーストリーグ:1回

2005-2006
- ノーザンカウンティーズ・イーストリーグ・プレジデンツカップ:2回

2004-2005,2005-2006
- チェシャー・カウンティーズリーグ:1回

1972-1973
- チェシャー・カウンティーズリーグカップ:3回

1956-1957,1957-1958,1968-1969
- マンチェスターリーグ:1回

1931-1932
- マンチェスターリーグ・カップ:2回

1925-1926,1926-1927
- ダービーシャー・シニアカップ:9回

1938-1939,1945-1946,1956-1957,1959-1960,1980-1981,1985-1986,1986-1987,2008-2009,2011-2012

### 国際タイトル
- なし